# Vápenice
Vápenice (deutsch Kalkhütten) ist eine Gemeinde in Tschechien. Sie liegt zehn Kilometer südlich von Bojkovice und gehört zum Okres Uherské Hradiště.

## Geographie
Die Streusiedlung Vápenice befindet sich auf dem Kamm der Weißen Karpaten im Landschaftsschutzgebiet CHKO Bílé Karpaty. Der Ort erstreckt sich im Tal des Baches Krátkovský potok und seiner Zuflüsse Trstná und Hrnčarův potok. Nördlich erheben sich die Šiškové (586 m) und Ripové (602 m), im Nordosten der Lokov (738 m) und Žítkovský vrch (669 m), östlich die Skalka und Kykula (602 m), im Südosten der Žár (598 m), südlich der Fráňovec, Příslop (710 m), Rapantův vrch und Tomkův vrch (794 m), im Südwesten der Mikulčin vrch (798 m) und Vysoký vrch (698 m) sowie nordwestlich der Bučník (552 m).
Nachbarorte sind Hadůvky und Bzová im Norden, Rokytová, Dolany und Žítková im Nordosten, Starý Hrozenkov im Osten, Dolina im Südosten, Šagátky, Vyškovec und Bartoňové im Süden, Paseky, Uhliska und Troják im Südwesten, Bystřice pod Lopeníkem im Westen sowie Nový Dvůr und Komňa im Nordwesten.

## Geschichte
Die zu Hrozinkov gehörige Ansiedlung von Kopanitscharen entstand vor 1740. Die Gehöfte wurden dabei ohne dörfliche Struktur an günstigen Stellen erbaut. Haupterwerbsquelle der Bewohner waren die Kalkbrennerei und Holzfällerei, weiterhin die Weidewirtschaft und Viehzucht sowie die Feldwirtschaft. Bis zur Mitte des 19. Jahrhunderts war die Siedlung der Herrschaft Světlov untertänig.
Nach der Ablösung der Patrimonialherrschaften bildete Vápenice/Kalkhütten ab 1850 eine Ansiedlung der Gemeinde Hrozinkov in der Bezirkshauptmannschaft Uherský Brod. Zum Ende des 19. Jahrhunderts bestand Vápenice aus 59 strohgedeckten gezimmerten Holzhäusern und hatte 369 Einwohner. Am 5. Juni 1919 löste sich Vápenice von Starý Hrozenkov los und bildete eine eigene Gemeinde.
Nach der Aufhebung des Okres Uherský Brod kam Vápenice Ende 1960 zum Okres Uherské Hradiště. Zwischen 1980 und 1991 war Vápenice erneut nach Starý Hrozenkov eingemeindet.
Im 20. Jahrhundert wurde Vápenice zu einem Erholungsort. Zu den Gästen gehörte u. a. Jiří Mahen und Jarmila Urbánková. Der Volkserzähler Josef Lebánek lebte eine Zeit in Vápenice. In Mikulčin entstand ein Skisportareal mit mehreren Pisten und Liften.
Vápenice besteht heute aus 65 Wohnhäusern sowie etwa 60 Ferienhäusern und -hütten. Die alte Schule, die später als Kulturhaus genutzt wurde, ist heute Sitz des Unternehmens Gorstring, das Saiten für Musikinstrumente fertigt. Seit 2009 führt Vápenice ein Wappen und Banner.

## Gemeindegliederung
Für die Gemeinde Vápenice sind keine Ortsteile ausgewiesen. Die Gemeinde besteht aus den Ansiedlungen Mikulčin vrch, Paseky, Šagátky und Vápenice.

## Sehenswürdigkeiten
- Kapelle der Schmerzhaften Jungfrau Maria, errichtet 1995
- Glockenturm bei der Kapelle, errichtet in den 1920er Jahren, 2009 wurden die neuen Glocken geweiht
- Naturreservat V Krátkých, am südwestlichen Ortsrand
- Naturreservat Mravenčí louka, westlich des Ortes am Krátkovský potok
- Naturreservat Rasová, alter Steinbruch, nordwestlich bei Nový Dvůr